# Верховный суд Израиля
Верховный суд Израиля (ивр. בית המשפט העליון‎) — государственный орган, стоящий на вершине иерархии судебной власти и являющийся высшей судебной инстанцией в государстве Израиль; также выступает в роли Высшего Суда Справедливости (ивр. בית משפט גבוה לצדק‎, БАГАЦ). Верховный суд Израиля расположен в Иерусалиме.
Юрисдикция Верховного суда распространяется на всю территорию государства. Решения, принятые Верховным судом, являются обязательными для всех нижестоящих судов (см. судебный прецедент).
Судьи Верховного суда, как и судьи низших судебных инстанций, назначаются президентом Израиля по представлению Комиссии по избранию судей, состоящей из девяти членов. В состав этой комиссии входят трое судей Верховного суда, включая Председателя Верховного суда; двое министров, включая министра юстиции; двое депутатов Кнессета; двое членов Коллегии адвокатов. Для принятия решения о назначении судьи, как правило, требуется большинство, состоящее из семи или более членов Комиссии. Поэтому любые её три члена (например, все судьи) могут накладывать вето на то или иное назначение.
В Верховном суде судьи назначаются на постоянную должность и пребывают в своих полномочиях до достижения возраста 70 лет, после которого уходят в отставку. Во главе суда стоит Председатель Верховного суда, в настоящее время в состав суда входят 15 судей. В некоторых случаях в Верховный суд может назначаться небольшое количество судей на временную должность.
Верховный суд Израиля функционирует на основании Основного закона о суде.
Высший Суд Справедливости (БАГАЦ) пользуется широкими полномочиями по отношению к исполнительной, законодательной и судебной системам и воспринимается израильским обществом как инструмент защиты граждан перед властями.

## Полномочия Верховного суда

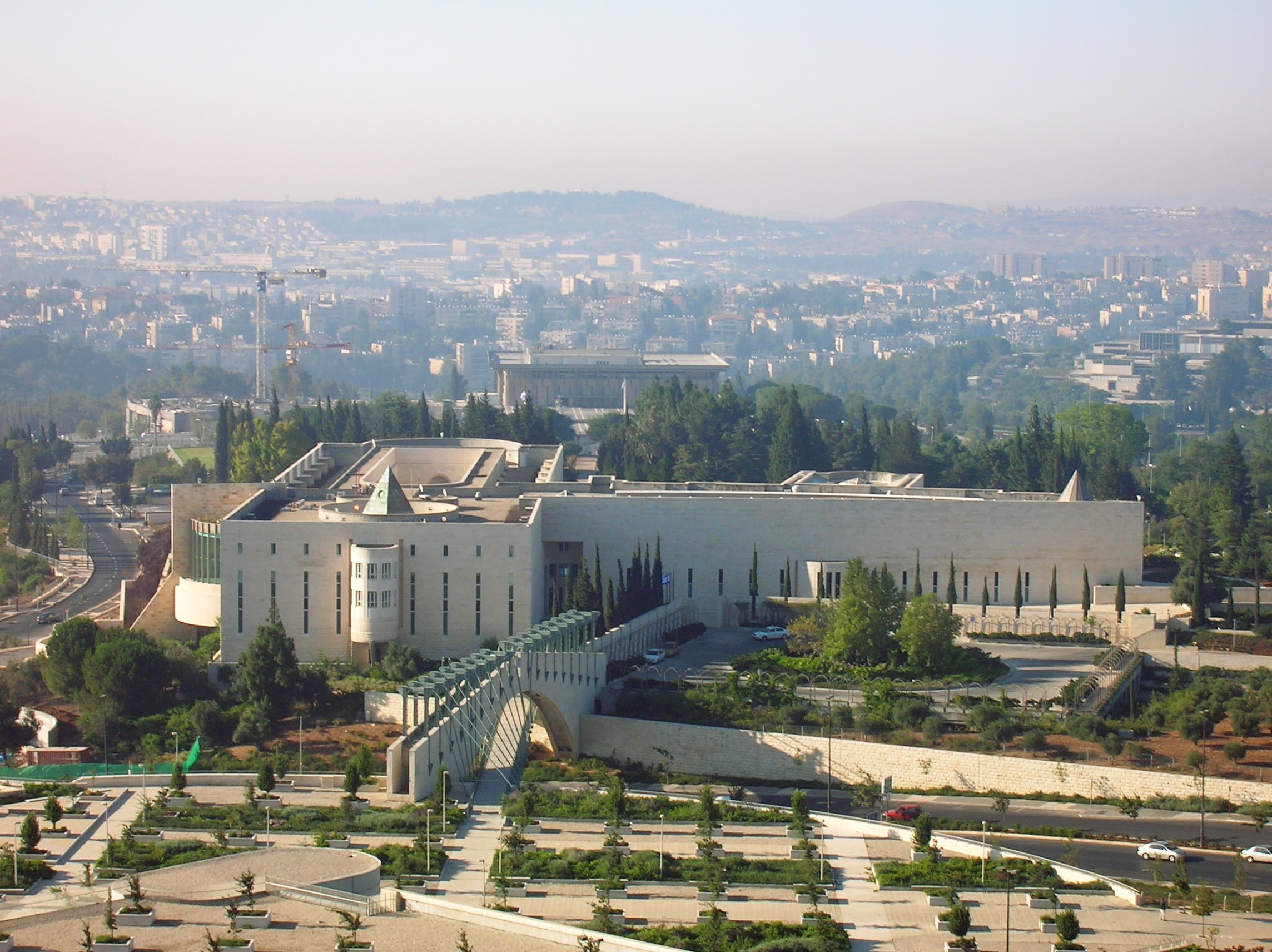
Здание Верховного суда Израиля в Иерусалиме, архитекторы Рам Карми и Ада Карми-Меламед

Верховный суд Израиля выполняет четыре основных функции:
- он является Высшим судом Справедливости (БаГаЦ, ивр. בג"צ‎), то есть судом, который рассматривает иски против государства, общественных организаций, а также любое дело, которое, согласно мнению суда, является нарушением справедливости.
- он является органом обжалования постановлений окружных судов.
- он также может подвергнуть повторному рассмотрению свои собственные постановления, если сочтет их достаточно важными, в более широком судейском составе.
- он может назначить повторный суд по уголовному делу, если было обнаружено, что доказательства по этому делу были ложными или поддельными, или были обнаружены новые доказательства, или есть серьёзные основания полагать, что предыдущее решение было несправедливым. Повторный суд может быть назначен как в Верховном, так и в окружном суде.

## Полномочия в качестве Высшего Суда Справедливости
Согласно принятой практике, закрепленной в одном из положений Основного закона: Судебная власть, функции контроля за соблюдением законов государственными институтами возложены на Верховный суд, выступающий в таком случае как Высший суд справедливости (БАГАЦ). С течением времени, с распространением практики отмены принятых Кнесетом законов, как не соответствующих Основным законам, БАГАЦ фактически утвердил себя в качестве конституционного суда, несмотря на отсутствие законодательных актов в этой сфере. Функционирование БАГАЦ в этом качестве подчиняется следующим принципам:
- Верховный суд Израиля лишен права предварительного конституционного контроля над законопроектами в процессе их подготовки.
- Суд не наделен функцией «абстрактного контроля», которая подразумевает возможность подачи запроса в суд о конституционности принятых законов и других нормативных актов независимо от их применения в конкретных правоотношениях.
- Верховный суд подчиняется принципу «связанной инициативы» — он не вправе рассматривать вопрос о конституционности нормативных актов, в том числе законов, по собственной инициативе.
- Верховный суд обладает исключительно правом конкретного (инцидентного) контроля, который предусматривает, что вопрос о конституционности закона или подзаконного акта ставится, рассматривается и решается только в связи с конкретным судебным разбирательством[4].

## Председатели Верховного Суда
Председатель Верховного Суда назначается Комиссией по избранию судей, которая руководствуется законом и неписаным правилом, называемым «сеньорити». В прошлом пребывание на посту Председателя продолжалось от полутора (судья Кахан) до двенадцати (судья Шамгар) лет.
Пост Председателя Верховного Суда занимали:
- Моше Змора (с 14 сентября 1948)
- Ицхак Ольшан (с 1 августа 1954)
- Шимон Агранат (с 18 марта 1965)
- Йоэль Зусман (с 8 сентября 1976)
- Моше Ландау (с 5 марта 1980)
- Ицхак Кахан (с 30 апреля 1982)
- Меир Шамгар (с 27 ноября 1983)
- Аарон Барак (с 13 августа 1995)
- Дорит Бейниш (с 14 сентября 2006)
- Ашер Грунис (с 28 февраля 2012)
- Мирьям Наор (с 15 января 2015)
- Эстер Хают (с 26 октября 2017)
- Узи Фогельман (и. о.) (с 16 октября 2023)
- Ицхак Амит (с 13 февраля 2025, и. о. с 6 октября 2024)